# Awaradam
Awaradam ('dam' heeft hier de betekenis van stroomversnelling) is een stroomversnelling en eiland in de Gran Rio. Op het eiland zijn vakantiehuizen in Saramaccaanse stijl gebouwd door het nationale reisagentschap METS. Het ligt een half uur ten zuiden met een korjaal vanaf de Kajana Airstrip. Stroomopwaarts ligt de Sentiadam.
| Vakantiehuisjes bij de Awaradam |
| Vakantiehuisjes bij de Awaradam |